# 吉爾達斯
吉爾達斯（Gildas）是一位六世紀的不列顛僧人，知名於他的著作《不列顛的覆滅與征服》，其記載了盎格魯-薩克遜人入侵之前的不列顛歷史。

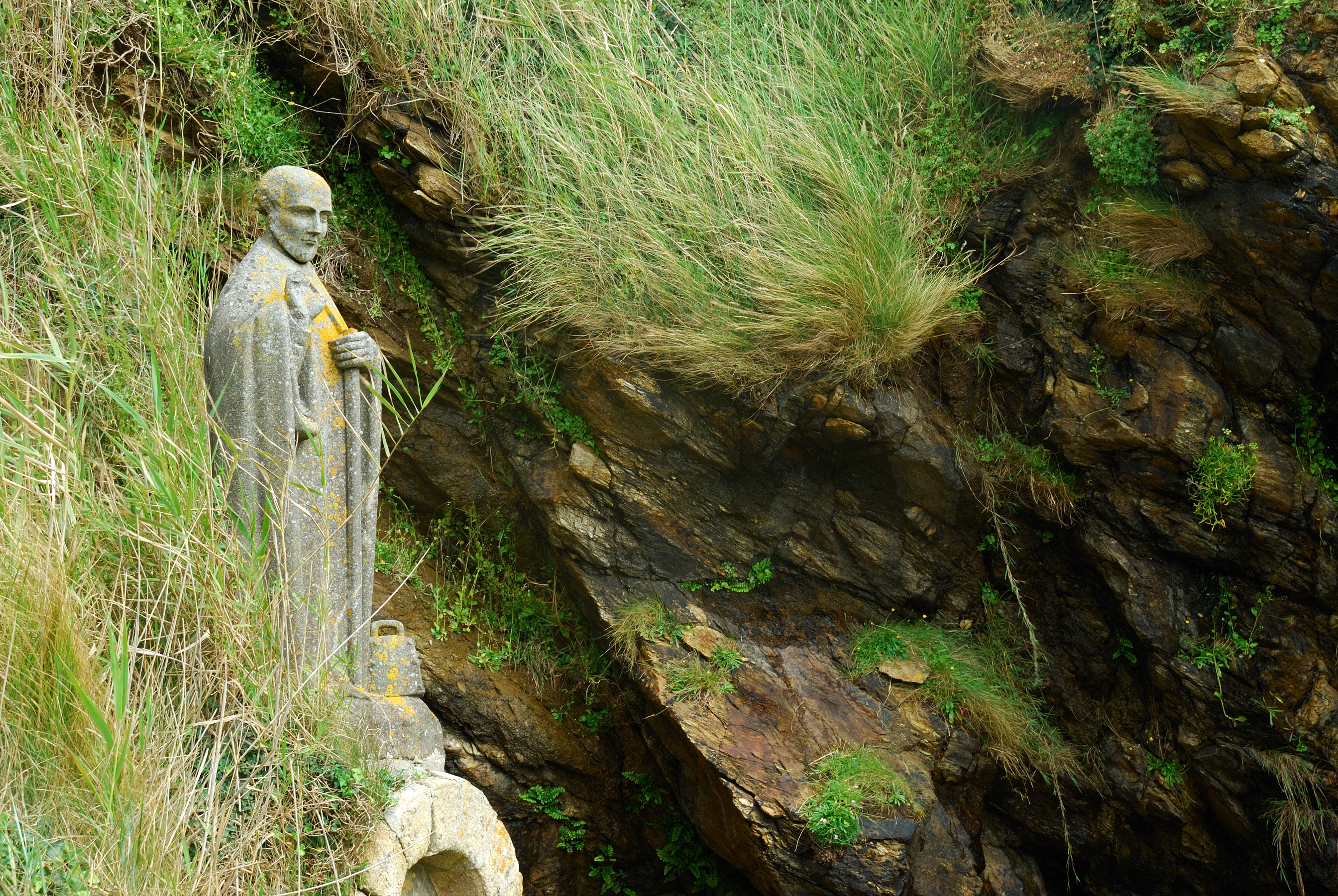
吉爾達斯雕像

吉爾達斯來自斯特拉斯克萊德王國，一個布立吞人建立的王國，位於現今的蘇格蘭。傳說他曾前往羅馬朝聖，在返程上於布列塔尼留下。他在聖日爾達-德呂伊斯建立了一座修道院，